# B.5.b
B.5.b（ビー・ファイヴ・ビー）は、2001年同時多発テロ発生を受け、アメリカ合衆国（米国）原子力規制委員会が、2002年、米国内の原子力発電所（原発）に向けて発した暫定代替措置命令の一節。この命令では、設計基準を超える広範な破壊から原子炉や使用済み燃料プールを容易に利用できるリソースによって機能維持・復旧するための緩和戦略の策定が求められていた。命令は、2005年に出された3つのガイダンスにより明確化・具体化された。B.5.bという名はその内容を含む命令中の項目名を指すが、その重要性から単にB.5.bとして参照されることが多い。区切りのピリオドを略してB5bと記されることもある。
テロ対策という性格からこれらの内容は非公開に置かれたものの、他資料等からその概要が知られている。米国内のすべての原発がB.5.bガイダンスへの対処を済ませたのは2008年であった。対応する要件は、2009年に米連邦規則で規則として成文化された。日本では2011年の福島第一原子力発電所事故当時、この内容に相当する緩和措置はなかった。B.5.bは福島原発事故の要因となった全電源喪失に対処するための緩和措置を含んでいたため、相当する対策が施されていれば事故を軽減できたであろうとされた。これにより、日本の規制当局や事業者がB.5.bの存在を知り対応することができたかどうかについて事故後に議論となった。

## 経緯

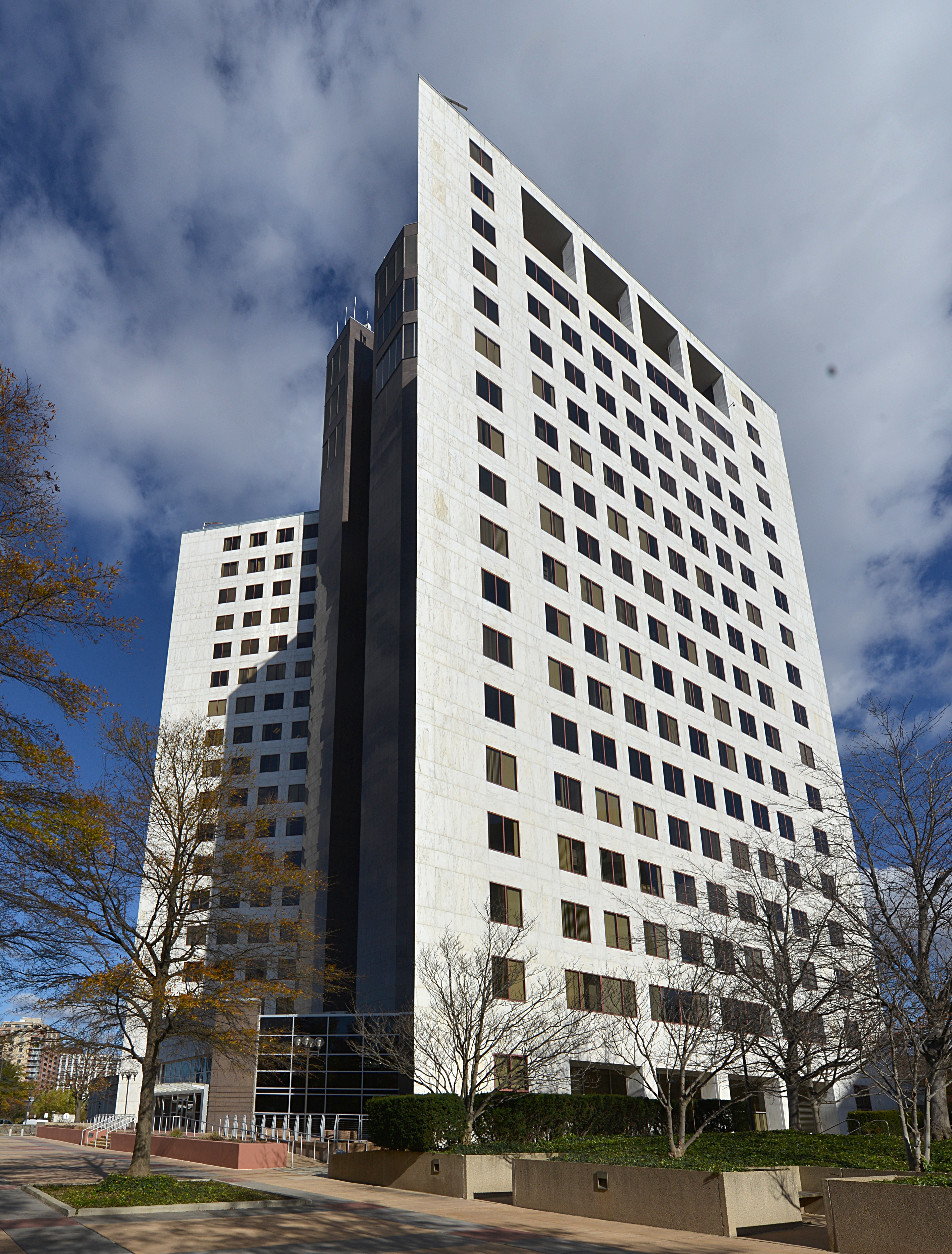
米国原子力規制委員会本部。メリーランド州ノース・ベセスダ。

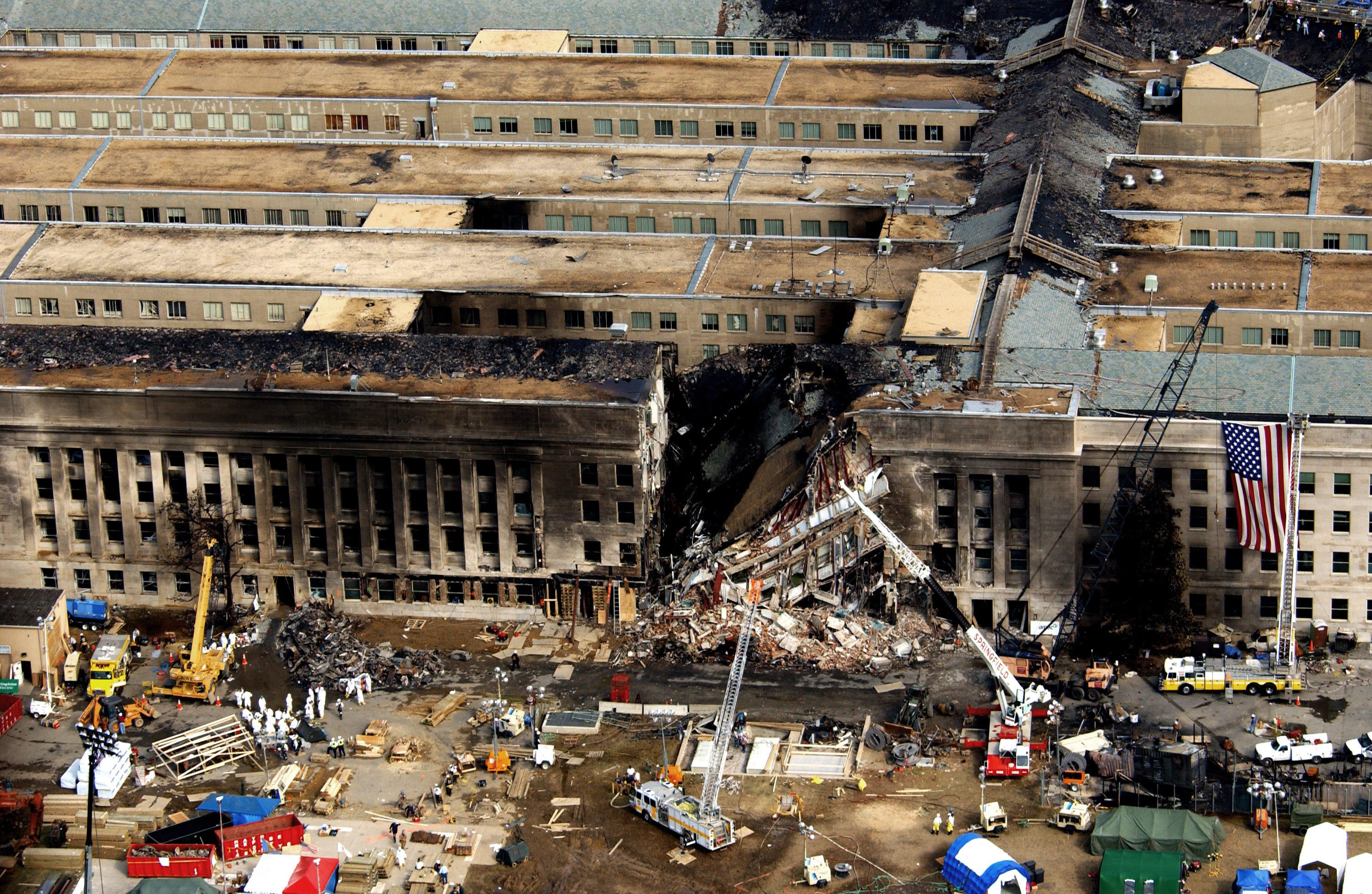
同時多発テロにより高さ約22メートルのペンタゴンにはボーイング757がほぼ水平に衝突し、リング状の5棟のうち4つに直接の損傷を与えた。アルカイダは当初の攻撃目標として原発を考えていた。

B.5.bを含む命令は、正式にはEA-02-026「暫定的セーフガードおよびセキュリティ代替措置命令」(Order for Interim Safeguards and Security Compensatory Measures) と呼ばれる。
B.5.bはこれに含まれる項目名を指し、「設計基準を超える航空機衝突を含むあらゆる原因で起こる大規模な火災および爆発による施設の広範な領域の損失に対処するために、炉心冷却、格納容器封じ込め、使用済み燃料プールの冷却を維持または復旧するための容易に利用できるリソースを用いた緩和戦略を採用する」ことを事業者に義務付けた。
2001年9月11日、民間の大型旅客機をハイジャックし建築物に衝突させるという同時多発テロが起きると、標的が原発に向けられ、原発が航空機衝突などで意図的な損傷を受ける可能性が懸念されることとなった。
実際、後の2002年9月にはテロを実行したアルカイダが当初の目標のひとつを原発に定めていたことも判明した。
米原発において対処すべきものとして求められていたテロ攻撃の想定（設計基準脅威、design-basis threat, DBT）は、武装グループによる地上における破壊や核物質の強奪などを主眼としたものだった。
米原子力規制委員会 (NRC) は事件後、設計基準脅威を超えるテロに対する追加の措置の検討を始め、2002年2月25日、このB.5.bを含む暫定代替措置命令EA-02-026を発令した。
命令の内容は、セーフガード情報 (Safeguards Information)、すなわち、機密扱いではないが、保護されなければならないセンシティヴな情報というNRCによる特殊な区分に置かれ、公開が厳しく制限された。
当初のこの命令の内容について詳細は明らかではないものの、NRCはそれが、想定すべき被害の範囲や、「容易に利用できるリソース」(readily avialable resources) が意味する範囲も含め、いかなる措置を取るべきかを明記していない具体性を欠くものであったことを認めている。
このため、B.5.bが求めるものを原子力業界はNRCよりも狭く解釈し、両者で見解の相違が生じた。
さらに、対応へのアプローチは原発により大きくばらつく結果となった。
これらにより、NRCは核セキュリティ特別プロジェクト (Nuclear Security Special Project, NSSP) と呼ばれる部門を立ち上げ、業界との折衝の末、緩和戦略の詳細をより明確にしたガイダンスを準備することとした。
一方、2003年、原子力政策研究者ロバート・アルヴァレズ (Robert Alvarez) らによる論文がテロによる使用済み燃料プールの冷却材喪失と、それによるジルコニウム被覆管火災の危険性を論じ、過密化したプールの状況を緩和し破局的な火災を防ぐための乾式キャスクの積極的利用を提案した。
費用のかかるこの案をめぐって、NRCとの間や連邦議会などで激しい議論が持ち上がり、これを受けた全米科学・工学・医学アカデミー（以下、米アカデミー）がこの問題に関する非公開報告書を2004年に議会に提出すると、NRC委員長ニルズ・ディアズ (Nils J. Diaz) は2005年3月に議会に対しプールの安全性を強化する措置を講じていると表明した。
B.5.bガイダンスは当初2段階の予定であったが、こうした動きにより、第1段階（フェーズ）後に急遽、プールへの対応が残りから分離され第2フェーズとして優先されることになった。
2005年以降、3次に渡って出されたこれらガイダンスの内容も非公開とされたものの、その概要は他の資料を通して判明している。
2006年9月、ガイダンスの策定後にNRCのプロジェクトNSSPは解散した。
2007年8月までに米国内のすべての商用原発がB.5.bガイダンスに対応し、翌年NRCはそれらの審査と現地検査を終えた。
2009年3月27日に、B.5.bに相当する要件が米連邦規則10 CFR 50.54 (hh)(2)として成文化された。

## 内容
上述のように、2002年に出された命令および2005年に出された3つのガイダンスはいずれも非公開となっているため、B.5.bの詳細な内容は明らかではなく、他の公開資料などによって概要のみが知られる。
例えば、2009年に連邦規則となった際には、連邦官報で規制化された内容が概説されている (74 FR 13955 (Mar. 27, 2009))。
また、NRCは、2001年テロから連邦規則とされるまでの対応の経緯について、詳しい時系列の記録と解説を公開している (USNRC ML0929, USNRC ML1117)。
さらに、原子力業界団体である米原子力エネルギー協会 (Nuclear Energy Institute, NEI) の第2・第3フェーズガイドラインが、2011年の福島第一原発事故直後に公開された (NEI 2006)。
特に、このガイドラインでは一群の緩和戦略が具体的に示されている。
B.5.bは福島原発事故との関連において複数の事故調査報告書でも解説・分析されている。
これらによると、ガイダンスの第1フェーズでは、元の命令を引き継ぎ、発電所のノウハウ等に応じて最適化された容易に利用できる機器・人員による緩和措置が指示された。
第2フェーズは、使用済み燃料プールに対して設計基準を超えた損傷が起きた場合のその機能の維持・復旧のための措置を求め、第3フェーズは同じく原子炉と格納容器に対してそれらを求めるものだった。
2005年2月25日に出された第1フェーズの措置は、(i) 消火対応戦略、(ii) 燃料損傷の軽減策、(iii) 放射性物質放出を最小化する措置の3つの戦略に区分された。
この内には、例えば、使用済み燃料プール中の燃料のうち、停止後日が浅く崩壊熱の大きな燃料を市松模様のように互いに分散させて再配置する措置が含まれていた。
この措置は、「容易に利用できる」という要請にかなう時間と費用をかけない緩和策であり、テロ後に行われた米エネルギー省サンディア国立研究所における実験・シミュレーションで冷却材喪失時の加熱を抑える有効性が確認されていたものだった。
2005年6月からの第2フェーズのプールに関する措置は、サイト内での給水維持のための多重化された手段による戦略と、サイト外からの給水・注水維持のための柔軟で独立した動力を用いた手段による戦略が求められていた。
これらのために具体的には、水位低下時に燃料を冷却するスプレイ設備の設置、外部注水ラインの敷設などが求められた。
2005年10月以降に出された第3フェーズの原子炉・格納容器に関しては、攻撃時の初動指揮命令系統の強化、対処戦略の強化が求められた。
また、警報が機能せず直前の対応ができない場合や、制御室・人員が利用不可能になる場合、そして全電源喪失にいたる場合など12の条件への対応を確立することも求められている。
例えば、原子炉隔離時冷却系 (RCIC) が直流電源喪失で起動できない場合でも、現場で手動で起動できるようにすることが求められた。
他に、一部の型の原子炉建屋での水素爆発を防ぐ水素の燃焼装置における電源の多重化などが議論されていたが、業界の反発により対応は見送られたとみられる。
また、憂慮する科学者同盟のエドウィン・ライマン (Edwin Lyman) は、長期に及んだB.5.bのガイダンスの策定過程で、ガイダンスの内容は原子力業界団体原子力エネルギー協会 (Nuclear Energy Institute, NEI) との折衝の間に骨抜きにされていったのではないかとする。
ライマンは、特に対策が発電所全体の緊急時と攻撃時の対応策に統合されなかったことの問題を指摘している。
なお、緩和戦略であるB.5.bは策定されたものの、航空機衝突は2007年の改定でも設計基準脅威には含められていない。
米国の商用原発に対しては、軍事組織によってしか行えない攻撃に対する防御の責任を負わないとする国家の敵規則 (Enemy of the State Rule) があり、
NRCは9/11テロ後も、航空機によるテロをはじめ設計基準脅威に含まれない形での攻撃を発見し、未然に防止し、また防衛することは飽くまで連邦政府の責任と考えるとしている。

## 福島第一原発事故とB.5.b

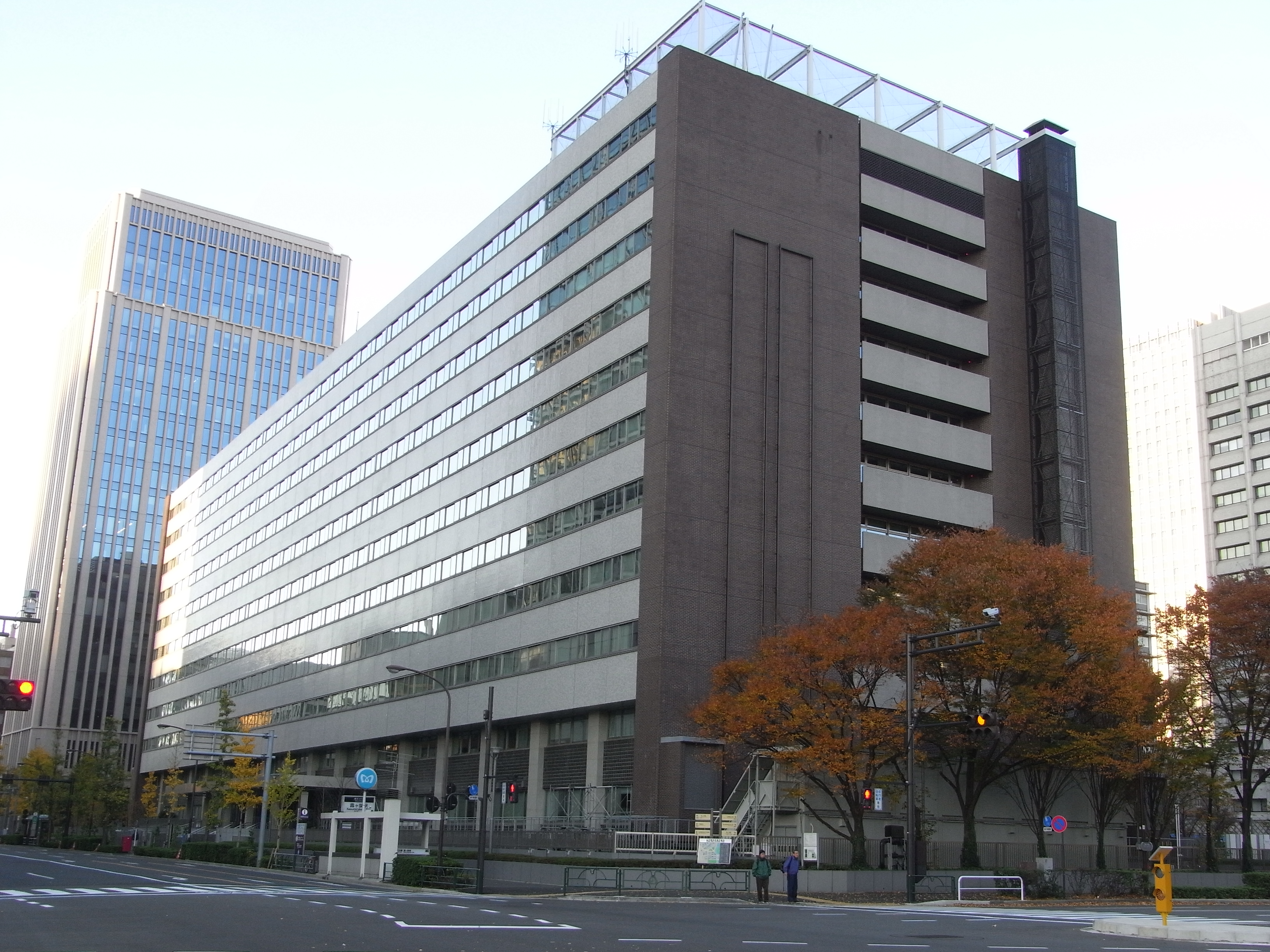
原子力安全・保安院が入居していた経産省総合庁舎別館。東京・霞が関。

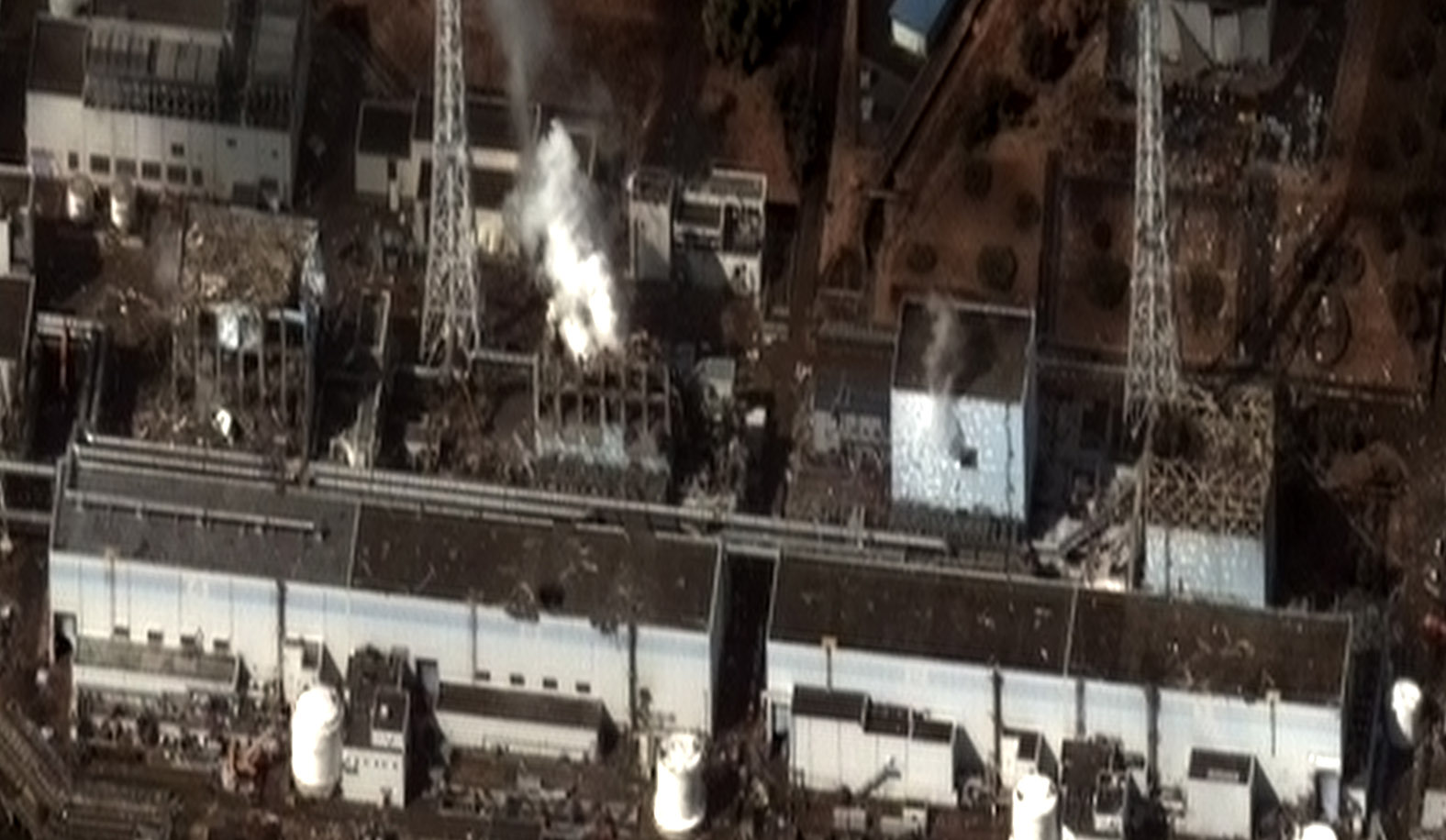
福島第一原発4号機（左端）- 1号機（右端）。事故発生から5日後の衛星写真。3基の原子炉のメルトダウンを引き起こした全電源喪失への緩和策としてB.5.bが注目された。

地震と津波により全電源喪失となったことで3つの原子炉の炉心溶融を起こし、また使用済み燃料プールにおける冷却材喪失の危機に陥った2011年の東京電力福島第一原発事故が起きると、非公開であったB.5.bが全電源喪失時の緩和対策として表舞台へと現れることとなった。
事故数週後、米原子力規制委員会 (NRC) や原子力業界代表者は、連邦議会の委員会において、米国の原発の日本とは異なる安全性への担保として米国の原発には緩和戦略の存在があるとし、B.5.bに言及した。
また、NRCは、2011年5月に米原子力エネルギー協会 (NEI) が提出した前述の第2・第3フェーズガイドラインを公開し、
あわせて「緩和戦略」と題した公報を発行して、
福島事故と関連づけてB.5.bの重要性に言及した。
さらに、B.5.b策定当時のNRC委員長であったディアズは、2011年10月の大阪での国際会議講演で、B.5.b型の対策が日本で実施されていれば、電源喪失や原子炉、使用済燃料プール冷却へも事態を軽減する対処がなされていただろう旨を発言した。
実際、その緩和策には、可搬型の発電機・ポンプの準備など福島事故で求められたものが多数あった。
こうしたことからB.5.bは注目を集め、日本の当時の原子力規制当局である原子力安全・保安院（以下、保安院）や原子力委員会、原子力安全委員会、電気事業者が、非公開であったB.5.bについて事故前に知り得たかどうかが議論となった。
実際、日本の規制当局や原子力業界が2011年以前にB.5.bを知るいくつかの機会があった。
2007年には、後に連邦規則となる規制案が公表され、設計基準を超えた広範な損傷に対する緩和戦略の要求は明らかとなっていた。
また、保安院は、B.5.b本文こそ入手できなかったものの、2008年にNRCに要求してB.5.bに関するブリーフィングを受けていた。
しかし、2011年の時点で、これらの対策は核セキュリティを所管する原子力委員会にも東京電力を始め電気事業者にも知らされないままとなった。
2006年の使用済み燃料プールの脆弱性に関する米アカデミーの公開報告書には、上述の燃料の再配置やスプレイ設備の追加などB.5.bの緩和策と類似の提言が含まれていた。
また、米国で販売していた日本の原発メーカーも、米国ではB.5.bを元としたガイドラインに沿った設計を行っていた。